# Wichard von Möllendorff
assinatura
Wichard Joachim Heinrich von Möllendorff (7 de janeiro de 1724 — 28 de janeiro de 1816) foi um marechal-de-campo do Reino da Prússia.
Möllendorff foi pajem de Frederico, o Grande em 1740. Em sua carreira militar Möllendorff lutou na Guerras da Silésia, Guerra dos Sete Anos, Guerra da Sucessão Bávara,  e na Batalha de Jena–Auerstedt durante as Guerras Napoleônicas.